# Breda Ba.88 Lince

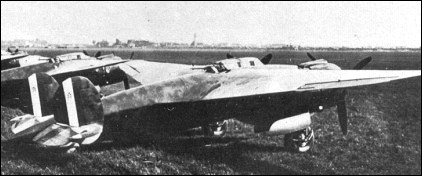
Бреда Ba.88 «Рысь». На киле итальянский триколор, который с 1940 года будет заменён белым крестом.

Бреда Ba.88 Рысь (итал. Breda Ba.88 Lince) — штурмовик, использовался Regia Aeronautica (ВВС Италии) во время Второй мировой войны. Несмотря на совершенную для своего времени конструкцию, производился очень короткое время из-за загруженности итальянской авиационной промышленности.
Спроектирован в 1936 году. Представлял собой цельнометаллический моноплан с двумя моторами. Опытный самолёт совершил первый полёт в октябре того же года.
Опытный экземпляр был с однокилевым оперением хвоста, имел убирающееся шасси с хвостовым колесом и два звездообразных двигателя Gnome-Rhone K-14 мощностью 900 л. с., а затем был оснащён модифицированным двухкилевым хвостовым оперением. Позднее, в 1937 году, установили звездообразные двигатели Piaggio P.XI RC.40 мощностью 1000 л. с..
Первая партия самолётов — 88 штук — были собраны в 1939 году. В июне 1940 году самолёт принял участие в боевых действиях во Франции, как штурмовик аэродромов.
Недостаточная мощность двигателей и другие технические недостатки существенно ограничивали возможности применения самолётов. К 1943 году их выпуск был прекращён. До конца войны Breda Ba.88 Lince использовались чаще всего, как ложные мишени на итальянских аэродромах (со снятыми двигателями и вооружением) и, в редких случаях, как разведсамолёты.

## История создания
В 1936 г.  штаб ВВС Италии разослал авиационным фирмам требования к созданию многоцелевому двухмоторному самолету нового поколения, который мог развить скорость не меньше чем 470 км/ч От самолета требовалась высокая высота - 6000 м, и дальность полета до 2000 км и хорошие взлетно-посадочные характеристики. Особо оговаривался отличный обзор из кабины пилота, важный при атаке наземных целей. Вооружение должно было состоять из четырех 12,7-мм пулеметов. Из предложений восьми фирм для дальнейшей реализации выбрали три проекта "Фиат" CR.25, "Умбра" TR.18 и "Бреда" Ва.88, причем до серийного производства довели только последнюю машину.
Проект "Бреды" был разработан под руководством Джузеппе Панцери и Антонио Парано. За основу взяли Ва 75, который не пошёл в серию. 
Довольно сложным был вопрос выбора силовой установки для нового самолета. Предполагалось установить на самолет 18-цилиндровые моторы воздушного охлаждения "Фиат" А.80 мощностью 1000 л.с., но эти движки были ещё не готовы. Альтернативные моторы "Фиата" А.74 отвергли из-за недостаточной мощности. 
Пока прототип выполнял первые полеты, военные внесли изменения в спецификацию, потребовав увеличить допустимую перегрузку с 9 до 12. Расчеты показали, что удовлетворение этого требования приведет к возрастанию массы пустого самолета с 3000 кг до 4000 кг. 

## Боевое применение
Первые 12 самолётов получили боевое крещение с началом вступления Италии во Вторую мировую войну и атаку на французские аэродромы на Корсике. Через три дня атака была повторена. Уже первые испытания в бою показали, что двигатели Lince оснащённые песчаными фильтрами перегреваются и не вырабатывают достаточную мощность. Атака во время битвы на Сиди Баррани в сентябре 1940 года была прекращена из-за того, что эти самолёты не смогли набрать достаточной высоты и не могли развить скорость заявленную производителем. Ситуация с итальянским пикировщиком дошла до того, что к поздней осени того же года большая часть этих самолётов была расставлена по аэродромам со снятым оборудованием в качестве ложной приманки для британских штурмовиков. А поставленные в это же время новые самолёты были почти сразу пущены в металлолом. 
Провал с собственными пикирующими бомбардировщиками заставил Королевские ВВС Италии закупать немецкие "Штуки". Италия получила более двух сотен самолётов Юнкерса.

## Тактико-технические характеристики
Приведённые ниже характеристики соответствуют модификации Breda 88 P.XI R.C.40:
Источник данных: Leproni, 2004.

Технические характеристики
- Экипаж: 2 (пилот и стрелок)
- Длина: 10,75 м
- Размах крыла: 15,4 м
- Высота: 3,0 м
- Площадь крыла: 33 м²
- Масса пустого: 4650 кг
- Масса снаряжённого: 5460 кг
- Нормальная взлётная масса: 6750 кг
- Масса топлива во внутренних баках: 1135 кг
- Объём топливных баков: 1379 л
- Силовая установка: 2 × 14 цилиндровых воздушного охлаждения Piaggio P.XI R.C.40
- Мощность двигателей: 2 × 1000 л.с. (2 × 746 кВт)
- Воздушный винт: трёхлопастной Breda-Ratier
- Диаметр винта: 3,2 м

Лётные характеристики
- Максимальная скорость: 490 км/ч
- Крейсерская скорость: 440 км/ч
- Практическая дальность: 1640 км
- Продолжительность полёта: 3,44 ч
- Время набора высоты:
  - 3000 м за 7 мин 30 с
  - 4000 м за 9 мин
  - 5000 м за 10 мин 30 с
- Практический потолок: 8000 м
- Нагрузка на крыло: 204 кг/м²

Вооружение
- Стрелково-пушечное:  
  - наступательное: 3 × 12,7 мм пулемёта Breda-SAFAT с 1250 патр.
  - оборонительное: 1 × 7,7 мм пулемёта Breda-SAFAT с 500 патр.
- Бомбы: (только в перегрузочном варианте или вместо части топлива)
  - 2 × 250 кг или
  - 3 × 50 кг или 100 кг